# Miquel Brunells i Vinyals
Miquel Brunells i Vinyals   (Barcelona, 10 d'octubre de 1940 - Barcelona, 5 de novembre de 1994) fou un pilot d'automobilisme català, campió de Catalunya de velocitat el 1970, tercer al mateix campionat el 1972 i subcampió el 1975. Quedà tercer en el Campionat de Catalunya de muntanya el 1972 i en el d'Espanya el 1974. El 1981 fou subcampió de Catalunya de ral·lis. A banda, fou un reconegut criador i ensinistrador de gossos de raça, tasca a què es dedicà des del seu negoci particular, Can Rayo.

## Trajectòria esportiva
Fill del pastisser Miquel Brunells i Cristià i la seva dona Elisa Vinyals i Jorba, començà a treballar de mecànic de ben jove. S'inicià en competició el 1961 a la Volta al Vallès i el Ral·li d'Hivern, participant en l'any següent amb un Seat 600 en el V Trofeu Nuvolari, al circuit de Montjuïc. A partir d'aleshores, esdevingué un dels pilots més destacats de Catalunya, tant al volant dels Seat 600 com dels BMW 700, participant en els ral·lis més emblemàtics de l'època.
El 1970 fitxà per l'Escuderia Montjuïc, on competí amb el seu Mini Cooper S (conegut com a la «pastilleta de sabó») i començà a despuntar en pujades de muntanya i també en curses en circuit, aconseguint el Campionat de Catalunya de velocitat. El 1971, amb un Mini Morris Authi, fou subcampió per darrere de Jordi Pla (amb un Alpine) i sisè en el campionat estatal per darrere de quatre Porsche 908. Amb el mateix Mini fou tercer als campionats d'Espanya i de Catalunya de muntanya el 1972.
El 1973, amb el Mini ja desfasat, preparà un Unipower GT amb mecànica Cooper i hi va córrer en unes poques curses. Després de la Pujada al Montseny, provà sort amb les motocicletes i competí amb una Ducati 750, amb la qual patí un accident en què es trencà la clavícula i l'omòplat. El 1974 tornà a l'Escuderia Montjuïc amb un Selex ST4 1800 i acabà tercer en els campionats estatal i català de muntanya. Acabà la temporada participant a la Pujada a la Rabassada amb un Brabham BT40 Fórmula 2 de Geni Baturone.
Les temporades de 1975 i 1976 competí amb un Lola-Ford T290, amb el qual fou subcampió de Catalunya el 1975. El 1976, any en què Tergal deixà de donar suport a l'Escuderia Montjuïc, fou quart en el Campionat d'Espanya i tercer en el de Catalunya. El 1977 preparà el seu primer Ford Fiesta per a competir al Campionat d'Europa de muntanya i el 1978 ja va córrer com a pilot oficial amb un Fiesta 1300 GR2, dins l'equip Racing Team Autopráctico. Quan aquest equip abandonà les pujades de muntanya per a centrar-se en els ral·lis, Brunells creà la seva pròpia escuderia el 1980 amb el suport d'Auto Layetana, concessionari Ford de Barcelona, i se centrà en el Campionat de Catalunya de muntanya, on fou subcampió per darrere de Joan Fernández (amb la barqueta Lola-Danone).
Al seu tallers del carrer de Llull, 28 de Barcelona, Brunells preparà un Ford de 172 CV, amb el qual fou subcampió de Catalunya el 1981, novament darrere de la barqueta de Joan Fernández però davant d'altres barquetes i vehicles superiors, com ara els diversos Porsche participants.
Durant la seva etapa d'activitat, va ser soci de la Penya Motorista 10 x Hora i un cop retirat, Brunells es dedicà a la preparació de mecàniques de competició, unes creacions conegudes encara com a Preparacions Brunells.